# Rouven Costanza
Rouven Costanza (* 1975 in Troisdorf) ist ein deutscher Schauspieler und Theaterregisseur.

## Leben
Rouven Costanza studierte Schauspiel an der Bayerischen Theaterakademie in München. Als Schauspieler arbeitete er unter anderem an den Münchner Theaterhäusern Bayerisches Staatsschauspiel und Prinzregententheater sowie in Ingolstadt am Stadttheater Ingolstadt. Am Deutschen Theater (DT) in Göttingen war er als Regieassistent tätig und assistierte dort unter anderem bei  Wolfram Apprich, Ricarda Beilharz, Joachim von Burchard, Tilman Gersch, Jens Schmidl und Mark Zurmühle.
Seit 2003 arbeitet Costanza als freier Regisseur. Er inszenierte Stücke und realisierte Theaterprojekte unter anderem für die Musikbiennale in Venedig, am Deutschen Theater Berlin, auf Kampnagel in Hamburg, beim Steirischen Herbst in Graz, am Theater Oberhausen, am Deutschen Theater in Göttingen, am Societaetstheater in Dresden, am Münchner Pathos Transport Theater und für das Festival für neue Dramatik in München.
2008 wurde Costanza als Regisseur zum Internationalen Forum des im Rahmen der Berliner Festspiele regelmäßig veranstalteten Theatertreffens in Berlin eingeladen. Gemäß Angaben der Auswahljury zählten damals zu Costanzas „wichtigsten Inszenierungen“ insbesondere Falk Richters Eine kurze Verstörung und Deutlich weniger Tote für das 5. Festival für neue Dramatik im Theater Halle7 in München, Lukas Bärfuss’ Der Bus (Das Zeug einer Heiligen) am Deutschen Theater in Göttingen und Heiner Müllers Bildbeschreibung im i-camp/neues theater münchen. 2009 war er Stipendiat des European Network of Performing Arts.
Costanza gründete in Göttingen ein freies Theater ohne eigene Spielstätte, die  rocostprodukt – Theaterproduktionen, mit der er in Südniedersachsen auf Tournee geht und an wechselnden Veranstaltungsorten und -stätten eigene Theaterproduktionen zeigt. Anfang 2014 begann er mit den Proben zu Die Rebellion/Hotel Savoy nach Joseph Roth; die Premiere wurde für Frühjahr 2014 im Goethe-Institut Göttingen angekündigt.
Rouven Costanza lebt in Pullach bei München.